# Szczotka do zamiatania

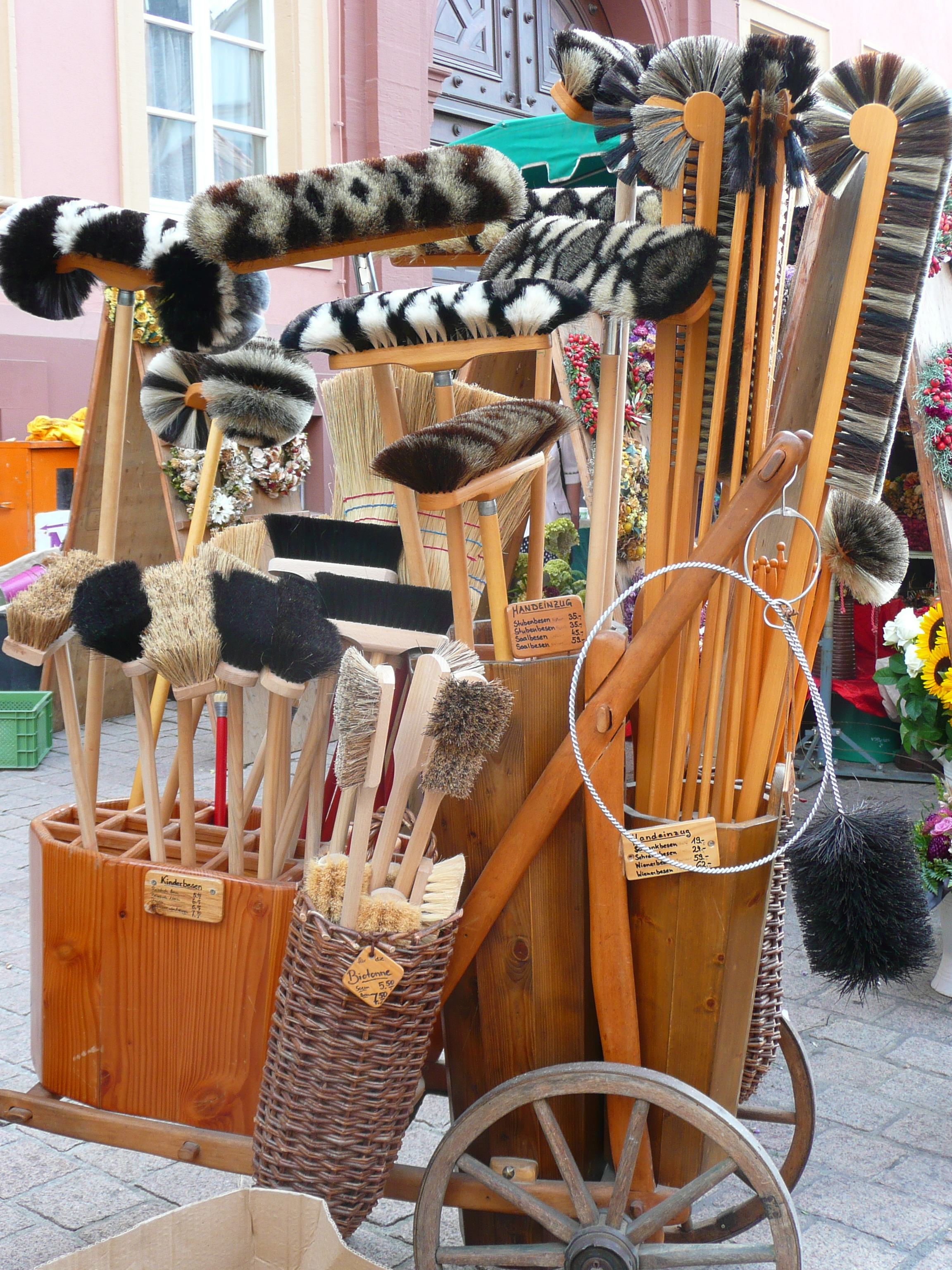
Zestaw szczotek i zmiotek

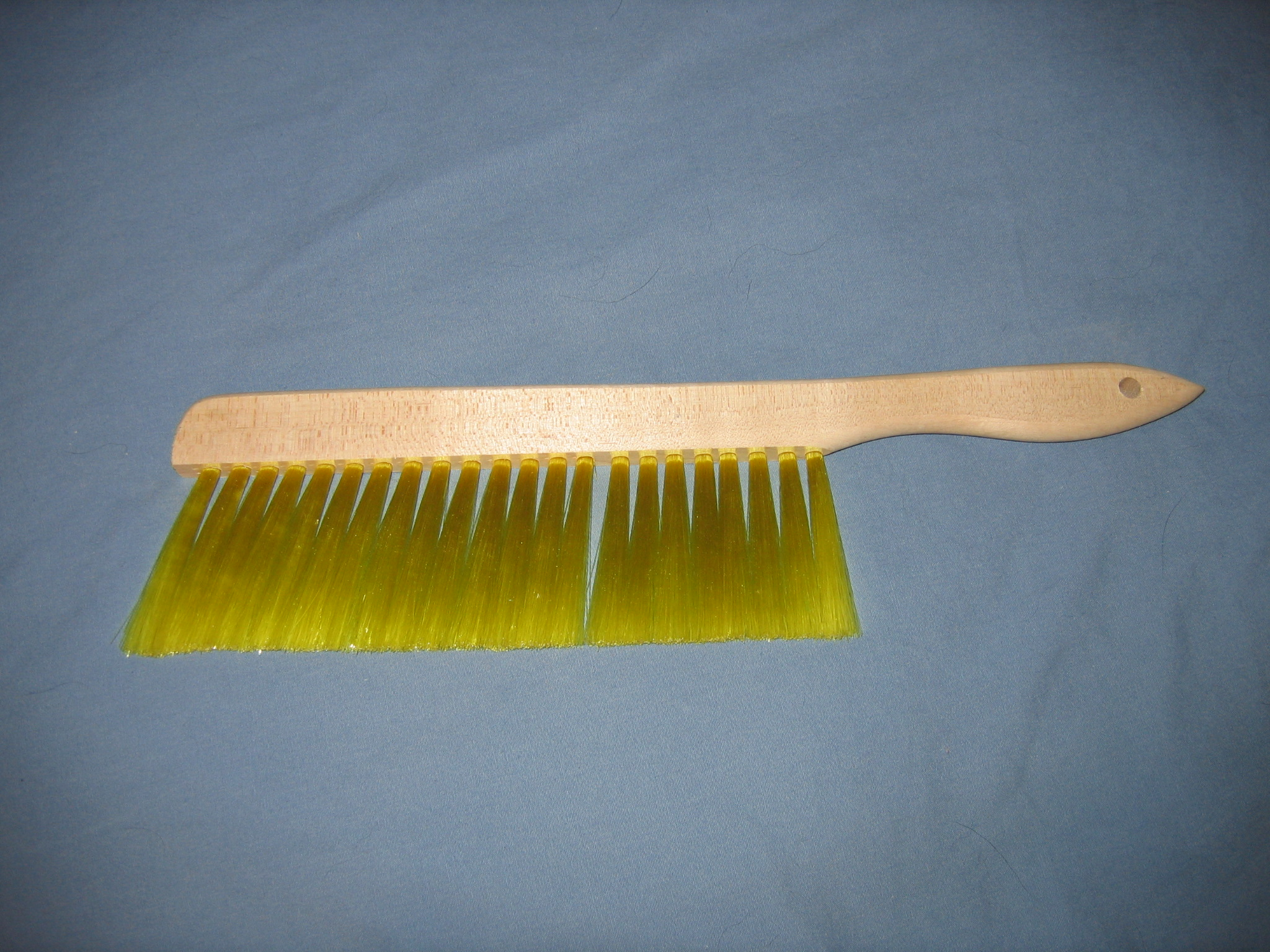
Zmiotka (miotełka) pszczelarska

Szczotka do zamiatania – narzędzie składające się z oprawki z umocowanym w niej pionowo włosiem, szczeciną, drutem i tym podobnymi, służące do zamiatania bądź omiatania. Oprawa najczęściej jest wykonana z plastiku lub drewna.
Szczotka do zamiatania podłóg, chodnika i tak dalej może być zamocowana na długim, drewnianym kiju bądź metalowej lub plastikowej rurce. Szczotka o krótkiej rączce, służąca do zmiatania drobnych śmieci to zmiotka.
Produkowane są specjalne szczotki przeznaczone do mycia lub szorowania podłóg, ścian i tym podobnych. Przed wymyśleniem mopa używano szczotki do zamiatania owiniętej w mokrą szmatę.